# Yonatan Netanyahu
Yonatan "Yoni" Netanyahu (hebr. יונתן "יוני" נתניהו), (New York, 13. ožujka 1946. i New York - Entebbe, Uganda, 4. srpnja 1976.)  bio je pripadnik izraelske vojske i stariji brat izraelskog premijera Benjamina Netanyahua.
Yonatan Netanyahu započinje svoju vojnu karijeru u Izraelskim obrambenim snagama 1964. a sudjelovao je između ostalog u Šestodnevnom ratu 1967. Netanyahu 
je vjerojatno najpoznatiji po tom što je bio jedini izraelski vojnik koji je poginuo u Operaciji Entebbe u zračnoj luci u Entebbeu. Sahranjen je na jeruzalemskom vojnom groblju.